# Fahd bin Sultan Al Sa'ud
Fahd bin Sulṭān Āl Saʿūd (in arabo فهد بن سلطان بن عبد العزيز آل سعود‎?; Riyad, 20 ottobre 1950) è un principe e politico saudita, membro della famiglia reale Āl Saʿūd.

## Primi anni di vita e formazione
Il principe Fahd è nato a Riad il 20 ottobre 1950 ed è il secondo figlio del defunto principe ereditario Sultan. È fratello germano dei principi Khalid, Faysal e Turki. La loro madre è Munira bint Abd al-Aziz bin Mousad Al Jiluwi, morta all'età di 80 anni a Parigi nel mese di agosto 2011. Munira era sorella di Alanoud, moglie di re Fahd e cugina di re Khalid e del principe Muhammad.
Ha conseguito una laurea in storia presso l'Università Re Sa'ud, nel 1970 e un master presso la University of Southern California.

## Carriera
Il principe Fahd ha iniziato la sua carriera presso il ministero del lavoro e degli affari sociali. Inizialmente, dal 1969 al 1970, ha servito come direttore di ricerca. In seguito, nel 1970, è stato nominato direttore generale dell'ufficio del benessere sociale presso lo stesso dicastero. Nel novembre 1977, è stato nominato vice ministro del lavoro e degli affari sociali responsabile per gli affari di assistenza sociale. Poi è stato nominato vicepresidente dell'ente dello sport e del welfare.
Nel luglio 1987, è stato nominato governatore della provincia di Tabuk, in sostituzione del principe Mamduh bin 'Abd al-'Aziz Al Sa'ud.

## Attività
Nel 2002, Fahd bin Sultan ha intrapreso il costo di estensione delle linee elettriche al villaggio di al-Assafiya e ha pagato le bollette elettriche dei residenti per i successivi tre anni.
Nel 2003, ha fondato un collegio a Tabuk a lui intitolato ed inaugurato dal padre. Il 2 ottobre 2011, re Abd Allah ha approvato la trasformazione del collegio in università.
A Tabuk, nel 1995, è stato istituito un ospedale privato a lui intitolato. È dotato di undici cliniche ambulatoriali, pronto soccorso, servizio di degenza, servizi di supporto medico e altri servizi.

## Polemica
Nel gennaio 2014, nel distretto di Chagai in Pakistan, il principe ha cacciato 2100 esemplari di otarda ubara, una specie di uccello in via di estinzione. Ha cacciato per 21 giorni - dall'11 al 31 gennaio 2014 - e ucciso personalmente 1977 uccelli, mentre gli altri membri della partita ne hanno uccisi altri 123, per un totale di 2100 esemplari (circa il 2% della rimanente popolazione). L'otarda ubara è presente nell'elenco delle specie in via di estinzione e la sua caccia è completamente vietata in Pakistan. In questo paese, la caccia all'ubara è permessa solamente in occasioni speciali, come la visita di un reale. Tali permessi consentono l'uccisione di massimo cento uccelli che non devono essere cacciati in aree protette. Il principe invece ha ignorato entrambe tali prescrizioni. L'ubara è molto apprezzato in Arabia tra i falconieri in particolare perché la sua carne è creduta afrodisiaca.

## Altre posizioni
Fahd bin Sultan è vice presidente della Fondazione Sultan bin Abd al-Aziz Al Sa'ud che si occupa di varie attività di beneficenza. Lui stesso ha avviato una serie di progetti di beneficenza in diversi settori tramite la Società di programmi caritatevoli Fahd bin Sultan. È anche presidente onorario della Società farmaceutica saudita, presidente onorario della Società dello sviluppo agricolo di Tabuk, presidente del consiglio di amministrazione dell'Università Fahd bin Sultan e presidente onorario della Società saudita di scienze agrarie.

## Vita personale
Il principe ha due mogli, Naifeh bint Daham al-Fayez e Munira bint Baajan bin Wadi al-Ali al-Shammari e una figlia, Sarah.